# Succisella petteri
Succisella petteri är en tvåhjärtbladig växtart som först beskrevs av J. Kerner och Murb., och fick sitt nu gällande namn av Günther von Mannagetta und Lërchenau Beck. Succisella petteri ingår i släktet Succisella och familjen Dipsacaceae. Inga underarter finns listade i Catalogue of Life.